# 山口裕人
山口 裕人（やまぐち ひろと、1992年5月20日 - ）は、日本の男性キックボクサー。大阪府松原市出身。道化俱楽部所属。元WPMF世界スーパーライト級暫定王者。弟は元格闘家の山口侑馬。

## 来歴
中学生のころに空手からキックボクシングに転向し、2008年7月にプロデビュー。2010年からはDEEP☆KICKを主戦場として8連勝。
2012年にKrushで木村"フィリップ"ミノルにKO勝利。2013年にはDEEP☆KICKの-63kg級タイトルマッチで勝利し、同階級の王者となった。2015年にINNOVATIONでスーパーライト級の王者となる。
2016年4月に開催されたRIZIN.1でRIZINに初出場し、大和哲也と対戦。1Rに3度のダウンを奪われKO負け。2017年4月にはシュートボクシングが開催した「SHOOT BOXING 2017 act.2」に出場し、鈴木博昭と対戦。5ラウンド目に左ストレートからの肘打ちでKO負け。
2017年にKNOCK OUTに出場。2019年にRISEに初出場し、チームドラゴンの北井智大にKO負け。同年6月にRIZINが開催した「RIZIN.16」に出場し、白鳥大珠に3R判定負け。
2020年7月よりRISEを主戦場とし、以降2023年3月までに4勝2敗1分。2023年8月に新設された「オープンフィンガーグローブマッチ -65.0kg級」のベルトを賭けてYA-MANと対戦し、KO負け。同年11月にはYA-MANがプロデュースするオープンフィンガーグローブのキックボクシングイベント「FIGHT CLUB」にYA-MAN軍団の選手として出場し、朝倉未来率いる朝倉軍団の西谷大成と対戦。1Rに3度のダウンを奪われKO負け。2024年10月に開催された「FIGHT CLUB.2」にも出場し、安彦考真に判定勝利した。
2025年3月に開催された「RISE ELDORADO 2025」では、YURAと-65キロ契約・オープンフィンガーグローブマッチで対戦。左ジャブでダウンを奪われたのちに、ジャブの強打をもらってふらついたところで一気にラッシュをかけられて再びダウンし、1ラウンド1分23秒KO負け。

## 戦績

### プロキックボクシング
| キックボクシング 戦績 | キックボクシング 戦績 | キックボクシング 戦績 | キックボクシング 戦績 | キックボクシング 戦績 | キックボクシング 戦績 | キックボクシング 戦績 |
| --------------------- | --------------------- | --------------------- | --------------------- | --------------------- | --------------------- | --------------------- |
| 53 試合               | (T)KO                 | 判定                  | その他                | 引き分け              | 無効試合              |                       |
| 29 勝                 | 18                    | 10                    | 0                     | 1                     | 0                     |                       |
| 23 敗                 | 13                    |                       |                       | 1                     | 0                     |                       |

| 勝敗 | 対戦相手                         | 試合結果                            | 大会名                                                                                  | 開催年月日     |
| ×    | YURA                             | 1R 1:23 KO（パンチ連打）            | RISE ELDORADO 2025                                                                      | 2025年3月29日  |
| ○    | 安彦考真                         | 3R終了 判定3-0                      | FIGHT CLUB.2                                                                            | 2024年10月5日  |
| ×    | 伊藤澄哉                         | 2R 1:45 KO（3ノックダウン）         | RISE WORLD SERIES 2024 OSAKA                                                            | 2024年6月15日  |
| ×    | 西谷大成                         | 1R 2:55 KO（3ダウン：パンチ連打）   | FIGHT CLUB                                                                              | 2023年11月19日 |
| ×    | YA-MAN                           | 2R 1:05 KO（右フック）              | ABEMA presents RISE WORLD SERIES 2023 2nd Round 【初代RISE OFGM -65kg級王座決定戦】     | 2023年8月26日  |
| ○    | タリソン・ゴメス・フェレイラ     | 2R 2:32 KO（バックハンドブロー）    | Cygames presents RISE ELDORADO 2023                                                     | 2023年3月26日  |
| ×    | タップロン・ハーデスワークアウト | 2R 2:32 KO（3ノックダウン）         | Cygames presents RISE WORLD SERIES OSAKA 2022                                           | 2022年8月21日  |
| ○    | 東修平                           | 3R終了 判定3-0                      | RISE FIGHT CLUB                                                                         | 2022年2月16日  |
| ○    | 稲石竜弥                         | 3R終了 判定3-0                      | Cygames presents RISE WORLD SERIES 2021 YOKOHAMA                                        | 2021年9月23日  |
| △    | 松本芳道                         | 3R終了 時間切れ                     | Cygames presents RISEonABEMA 2021                                                       | 2021年5月16日  |
| ×    | 中野椋太                         | 3R終了 判定0-2                      | Cygames presents RISE DEAD OR ALIVE 2020 OSAKA                                          | 2020年11月1日  |
| ○    | 松本芳道                         | 1R 1:20 KO（左フック）              | RISE on ABEMA                                                                           | 2020年7月12日  |
| ×    | 小川翔                           | 3R終了 判定0-3                      | 第6回岡山ジム主催興業 【岡山ZAIMAX MUAYTHAI 65kg賞金トーナメント準決勝】                | 2019年11月17日 |
| ○    | NOBU BRAVEREY                    | 3R終了 判定3-0                      | 第6回岡山ジム主催興業 【岡山ZAIMAX MUAYTHAI 65kg賞金トーナメント1回戦】                 | 2019年11月17日 |
| ×    | 村田聖明                         | 3R+延長2R終了 判定0-3               | SHOOT BOXING 2019 act.4                                                                 | 2019年9月28日  |
| ×    | 白鳥大珠                         | 3R終了 判定0-3                      | RIZIN.16                                                                                | 2019年6月2日   |
| ×    | 水落洋祐                         | 3R終了 判定0-3                      | KNOCK OUT 2019 SPRING                                                                   | 2019年4月29日  |
| ×    | 北井智大                         | 1R 2:35 KO（3ノックダウン）         | RISE 130                                                                                | 2019年2月3日   |
| ○    | ワンマリオ・ゲーオサムリット     | 5R終了 判定3-0                      | 第5回岡山ジム主催興業 【WPMF世界スーパーライト級暫定王座決定戦】                        | 2018年12月16日 |
| ×    | 麻原将平                         | 3R 1:01 TKO（レフェリーストップ）   | Hoost Cup Kings Osaka 3                                                                 | 2018年10月28日 |
| ○    | マサ佐藤                         | 3R 1:24 TKO（カット）               | KNOCK OUT 2018 OSAKA 2nd                                                                | 2018年9月8日   |
| ×    | 秀樹                             | 2R 1:53 KO（左ストレート）          | KNOCK OUT Sakura Burst                                                                  | 2018年4月14日  |
| ○    | ジュ・ギフン                     | 2R 1:21 KO                          | KNOCK OUT vol.5                                                                         | 2017年2月12日  |
| ×    | 鈴木博昭                         | 5R 2:29 KO（左ストレート→左肘打ち） | SHOOT BOXING 2017 act.2                                                                 | 2017年4月8日   |
| ×    | 不可思                           | 3R 1:50 KO                          | KNOCK OUT vol.1                                                                         | 2017年2月12日  |
| ×    | ザカリア・ゾウガリー             | 1R 1:27 TKO                         | SHOOT BOXING WORLD TOURNAMENT S-cup 2016 【S-cup65kg世界トーナメント1回戦】             | 2016年11月11日 |
| ○    | キム・ファテ                     | 1R 1:10 TKO                         | DEEP☆KICK 30                                                                            | 2016年7月17日  |
| ×    | 大和哲也                         | 1R 2:37 KO（3ノックダウン）         | RIZIN.1                                                                                 | 2016年4月17日  |
| ○    | 田中秀和                         | 2R 2:33 KO（右フック）              | CHAMPIONS CARNIVAL 2015 【INNOVATIONスーパーライト級タイトルマッチ】                    | 2015年12月12日 |
| ○    | 田中秀和                         | 5R終了 判定3-0                      | CHAMPIONS CARNIVAL 2014 【INNOVATIONスーパーライト級タイトルマッチ】                    | 2014年12月13日 |
| ○    | 豪鬼                             | 1R 2:48 KO                          | JAPAN KICKBOXING INNOVATION「Dream Force-4」 【INNOVATIONスーパーライト級挑戦者決定戦】 | 2014年9月21日  |
| ×    | 花田元誓                         | 3R 0:53 TKO（膝蹴り）               | DEEP☆KICK 17                                                                            | 2013年9月22日  |
| ○    | 憂也                             | 3R終了 判定3-0                      | DEEP☆KICK 14 【DEEP KICK-63kgタイトルマッチ】                                           | 2013年2月10日  |
| ○    | 緒方惇                           | 1R 2:50 KO                          | Krush-EX 2012 vol.6 【Krush-EX 2012 vol.6 -63kg級】                                     | 2012年11月23日 |
| ×    | 卜部功也                         | 3R終了 判定0-3                      | Krush YOUTH GP 2012 開幕戦II 【Krush YOUTH GP 2012 -63kg級トーナメント準決勝】          | 2012年9月9日   |
| ○    | 木村ミノル                       | 2R 2:01 KO（左フック）              | Krush YOUTH GP 2012 -63kg 開幕戦 【Krush YOUTH GP 2012 -63kg級トーナメント1回戦】       | 2012年9月9日   |

## 獲得タイトル
- WPMF世界スーパーライト級暫定王者
- 元WBCムエタイ日本統一スーパーライト級王者
- 元イノベーションスーパーライト級王者
- 元DEEP☆KICK-63kg級王者
- 元DEEP☆KICK-65kg級王者